# Europabrücke (Hamburg)
Die Europabrücke zwischen Hamburg-Harburg und Hamburg-Wilhelmsburg ist eine Straßenbrücke über die Süderelbe im Zuge der B75.
Die Ende 1983 eröffnete Balkenbrücke mit einer Länge von 471 Metern besteht aus Spannbeton. Sie weist sechs Felder mit Spannweiten von 41 Metern, 60 Metern,  dreimal 102 Metern und 64 Metern auf. In Querrichtung besitzt die 26,5 Meter breite Brücke für jede Fahrtrichtung einen Überbau mit einem einzelligen Hohlkastenquerschnitt. Die Bauzeit betrug drei Jahre.